# Kolesový parník

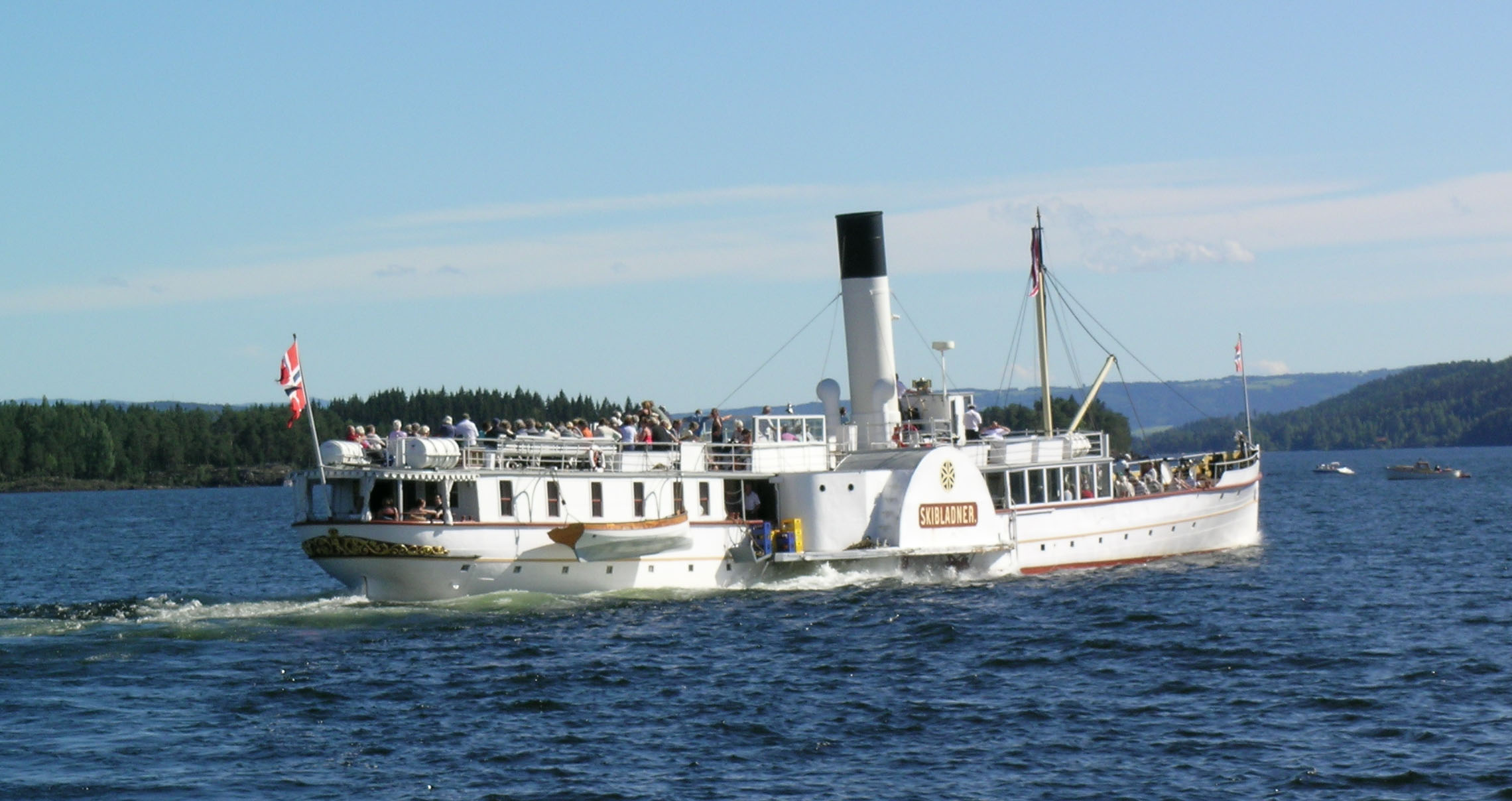
Kolesový parník Skibladner, jezero Mjøsa, Norsko

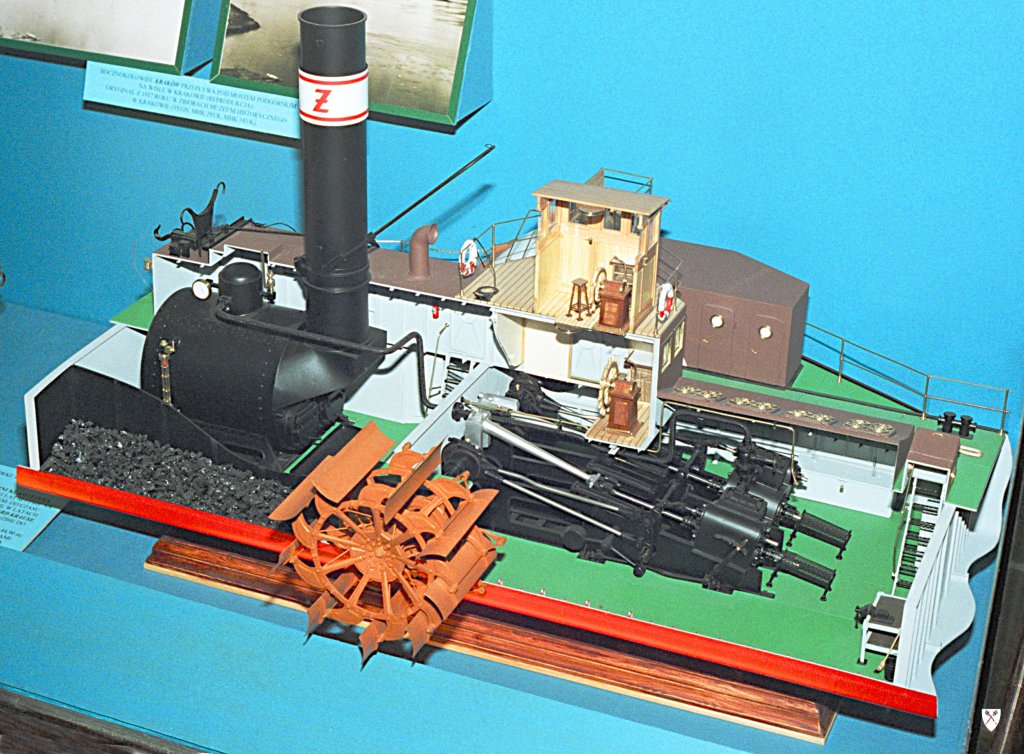
řez strojovnou kolesového parníku

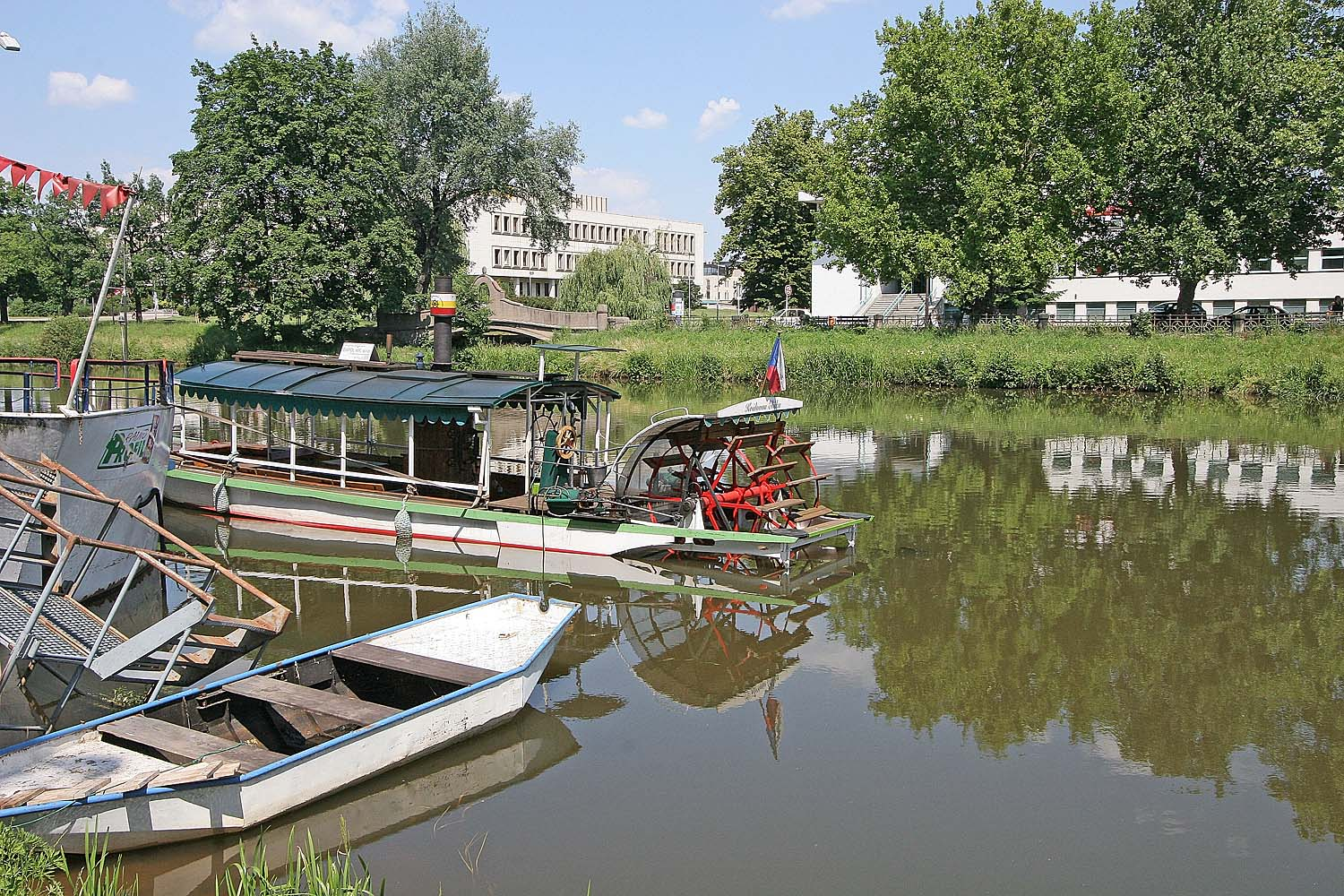
Hradec Králové - kolesový parník se zadním kolesem

Kolesový parník je parník poháněný kolesem nebo kolesy, která jsou hnána parním strojem. Koleso je kolo s lopatkami po obvodu, připomínající mlýnské kolo.
Kolesový parník byl užíván v 19. a počátkem 20. století jako dopravní prostředek ve vodní dopravě. Z námořní dopravy byl vytlačen poměrně brzy loděmi poháněnými lodním šroubem. Kolesa mají menší účinnost než lodní šroub a jejich vlastnosti se ještě zhoršují v případě většího vlnobití.
V polovině 20. století byl parní pohon nahrazován spalovacím motorem i u říčních kolesových lodí. Taková loď se nazývá kolesový remorkér. Kolesové remorkéry se udržely v provozu dodnes v říční dopravě díky tomu, že kolesa na rozdíl od šroubu nepoškozují dno mělčích toků a nejsou tolik ohrožena vodními rostlinami, umožňují chod na plný výkon i mělké vodě a umožňují jemnější a operativnější manipulaci s lodí.

## Typy
V průběhu vývoje kolesových parníků se vyvinuly dva základní typy:
- Parník s bočními (stranovými) kolesy. U tohoto typu jsou dvě kolesa umístěna na bocích uprostřed délky lodě. Hřídel, spojující obě kolesa, slouží zároveň jako kliková hřídel pro parní stroj, který je pohání. V obvyklé sestavě je na druhou stranu od hřídele umístěn parní kotel. Protože stroj a kotel představují obvykle nejtěžší část vybavení, je tak dosaženo dobrého podélného vyvážení lodi.
- Parník se zadním kolesem. Tento typ parníku má jen jediné široké koleso umístěné na zádi. Loď s tímto uspořádáním může při stejné šířce mít větší vnitřní objem. Koleso je poháněno pákovým převodem od stroje, který je opět poblíž těžiště lodi.

## Kolesa
Kolesa parníků prodělala rychlý technický vývoj. První kolesa byla jen obyčejná lopatková kola s pevnými lopatkami. Již poměrně brzy byla ale kolesa vybavena mechanismem, který natáčí jejich lopatky tak, aby byly při záběru kolmo k hladině. Tím vzroste jejich účinnost.

## Nejstarší kolesový parník
Nejstarším kolesovým parníkem v nepřetržitém provozu je Skibladner, na svou první plavbu vyplul v srpnu 1856. Dnes pluje stále po stejné trase, najdeme ho na jezeře Mjøsa v jižním Norsku.

## Říční paroplavba
- Společnost Saská paroplavba (Die Sächsische Dampfschiffahrt) ve svých propagačních materiálech inzeruje, že provozuje nejstarší a největší flotilu kolesových parníků na světě. Provozuje kolesové parníky Stadt Wehlen (1879), Diesbar (1884), Meissen (1885), Pillnitz (1886), Krippen (1892), Kurort Rathen (1896), Pirna (1898), Dresden (1926), Leipzig (1929). Viz též článek Osobní vodní doprava v Německu. Některé z plaveb vedou až do českého Děčína.

- Pražská paroplavební společnost a její předchůdci provozovali říční parníky od 19. století. Ještě na přelomu 30. a 40. let 20. století si rámci modernizace flotily kromě motorových lidí nechala postavit také čtyři velké kolesové parníky. (Viz též článek Osobní vodní doprava na Vltavě). Dnes vlastní dva kolesové parníky (Vltava a Vyšehrad), z nichž provozuschopný je v roce 2008 pouze Vyšehrad. Jejich kotle jsou rekonstruovány z pohonu uhlím na vytápění topným olejem. Jiné funkční velké kolesové parníky v Česku nejsou.

### Kolesový parník v pražské zoo
Od ledna 2024 je v pražské zoologicé zahradě chován druh kachyně (husice) parníková a od září 2024 nese mladý chovný pár jména Vltava a Vyšehrad odkazující na kolesové parníky obsluhující výletní dopravu v Praze.